# Meynbach bei Krinitz
Meynbach bei Krinitz este o arie protejată (arie specială de conservare — SAC, sit de importanță comunitară — SCI) din Germania întinsă pe o suprafață de 339 ha, integral pe uscat.

## Localizare
Centrul sitului Meynbach bei Krinitz este situat la coordonatele 53°12′03″N 11°32′10″E / 53.2008°N 11.5361°E.

## Înființare
Situl Meynbach bei Krinitz a fost declarat sit de importanță comunitară în decembrie 1999 pentru a proteja 4 specii de animale. Situl a fost protejat și ca arie specială de conservare în august 2016.

## Biodiversitate
Situată în ecoregiunea continentală, aria protejată conține 2 habitate naturale: Lacuri eutrofice naturale cu vegetație de tip Magnopotamion sau Hydrocharition, Cursuri de apă de la nivel de câmpie la nivel montan, cu vegetație Ranunculion fluitantis și Callitricho-Batrachion.
La baza desemnării sitului se află mai multe specii protejate:
- mamifere (1): vidră de râu (Lutra lutra)
- nevertebrate (1): Unio crassus
- pești (2): zglăvoacă (Cottus gobio), boarță (Rhodeus sericeus amarus)